# 孟菲斯狮身人面像

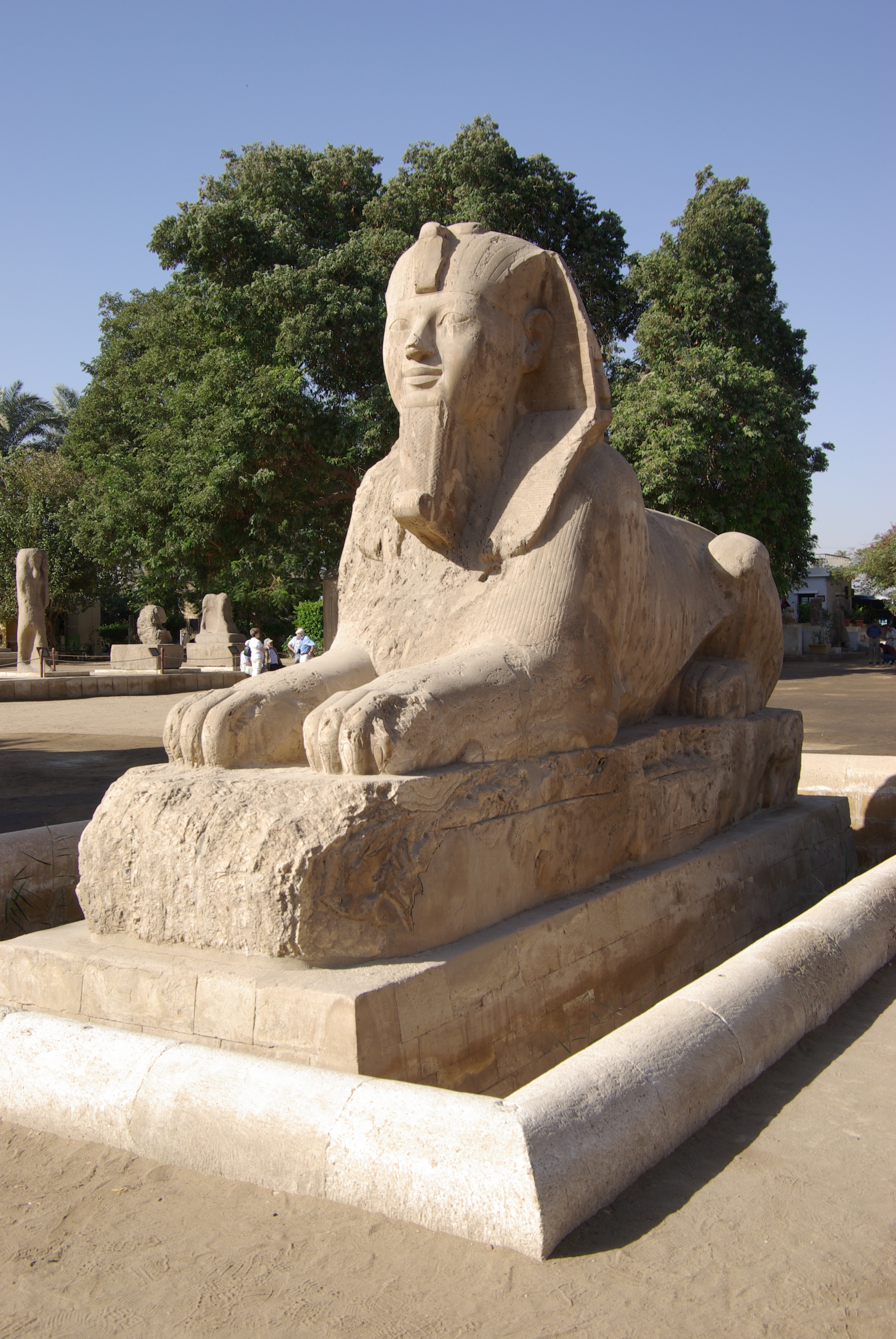
孟菲斯狮身人面像

孟菲斯狮身人面像或雪花石膏狮身人面像是位于埃及孟菲斯遗址附近的一座狮身人面像。它的完成时间据推测在公元前1700年至公元前1400年之间，即古埃及第十八王朝时期。目前尚不清楚这尊雕像属于哪位法老，雕像上也没有铭文提供信息。根据狮身人面像的面部特征猜测，该狮身人面像可能是在纪念哈特谢普苏特、阿蒙霍特普二世或阿蒙霍特普三世。 

## 发现过程
1912年，该狮身人面像被发现，当时美国英国学校的一个附属机构发现了一个从沙山中突出的物体。前期的挖掘工作并无进展，但一年后的1913 年，进一步的挖掘表明该物体是狮身人面像的尾巴。

## 材料
孟菲斯狮身人面像是由一块雪花石膏雕刻而成，雪花石膏是一种黄白色的软石。古埃及人认为它是美丽的，并且与太阳有着某种神秘的联系。

## 描述
孟菲斯狮身人面像长约8米，高约4米，从体积上来看，它比著名的吉萨大狮身人面像小得多。根据它的大小，推测它重约90吨。狮身人面像下部有一处地基，使其看起来像是从沙子中升起。值得一提的是，孟菲斯狮身人面像左侧有一些条纹，这在埃及同类文物上并不常见。

## 其他信息
在这座狮身人面像诞生后的许多年里，人们对孟菲斯神庙进行了破坏，幸运的是，狮身人面像保存了下来。在此期间，这座雕像还陈列在一座附近的卜塔神庙里，卜塔是古埃及神话中的造物神之一。